# Liseberg
Liseberg er en forlystelsespark i Göteborg i Sverige. Parken åbnede i 1923 og er i dag blandt de største i Norden, og har lidt over 3 millioner besøgende om året. Parken ejes og drives af Göteborgs kommune. Den er normalt åben fra slutningen af april til slutningen af september. Parken er også åben i november-december med julemarked, isskøjteløb mv.